# Alexandre Thériot
Alexandre Thériot (* 1972 in Moulins) ist ein französischer Architekt, Universitätsprofessor und Mitgründer von BRUTHER.

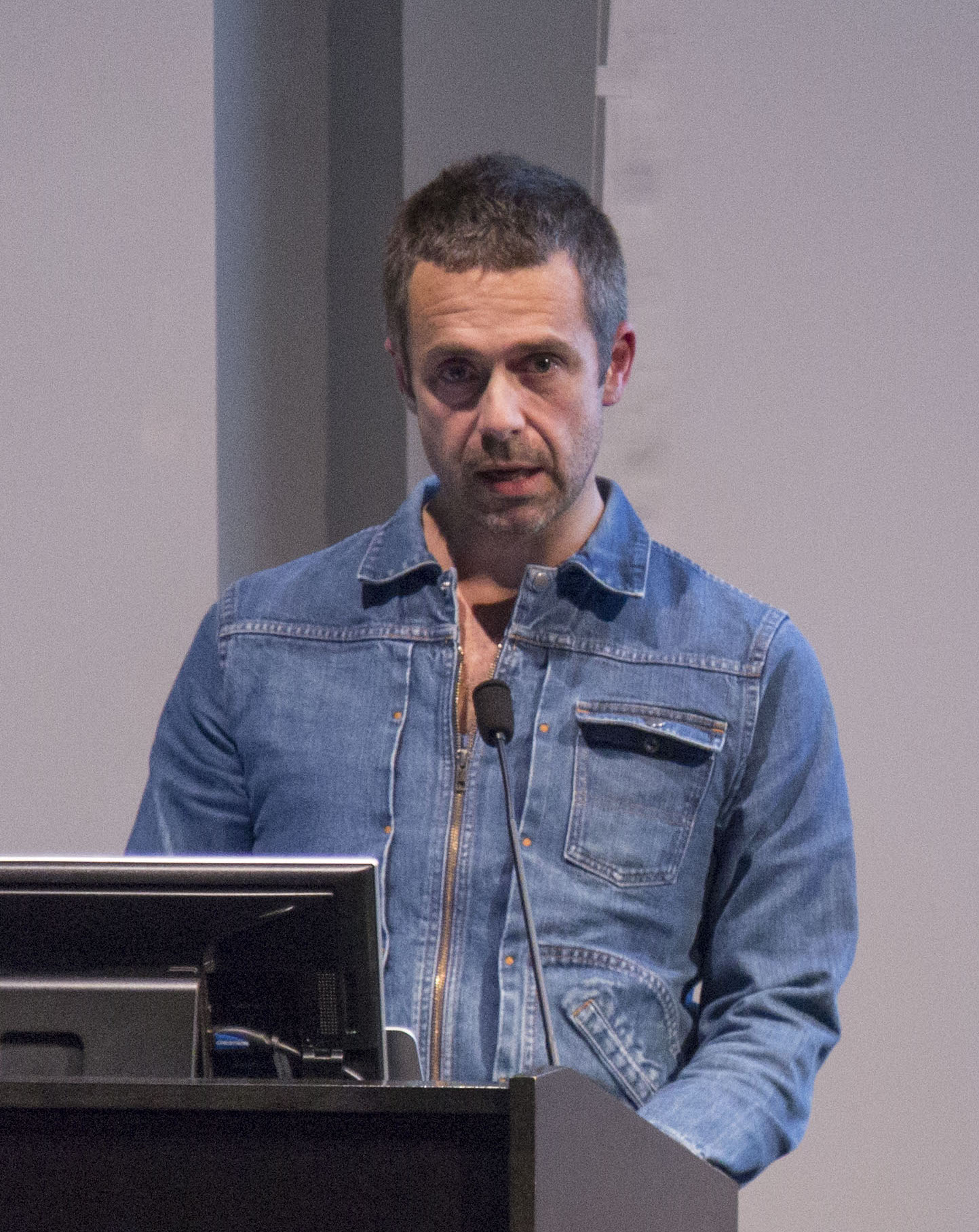
Alexandre Thériot, 2017

## Werdegang
Alexandre Thériot studierte bis 1999 an der Marne-la-Vallée School of Architecture und gründete 2007 mit Stéphanie Bru das Architekturbüro BRUTHER in Paris und Lausanne, später folgte eine Niederlassung in Zürich. Thériot lehrte an der Porto Academy (2015), als Internationaler Gastprofessor mit Stéphanie Bru an der Peter Behrens School of Arts (2016/17) und an der EPF Lausanne (2018–19), seit 2019 als Professor für Architektur und Entwurf an der ETH Zürich und seit 2022 als Professor mit Stéphanie Bru an der Harvard University.

## Bauwerke
- 2010–14: Kultur- und Sportzentrum, Paris-Saint Blaise
- 2013–15: Generation Research Center, Caen[3][4][5]
- 2014–18: Residenz für Hochschulforscher, Paris
- 2018–2020: Studentenwohnheim und reversibles Parkhaus, Saclay mit BAUKUNST[6][7][8][9]
- seit 2016: Naturwissenschaftsgebäude der EPFL und UNI Lausanne mit BAUKUNST[10][11]
- seit 2017: Frame Media House, Brüssel mit BAUKUNST
- seit 2021: Nauentor, Basel mit Jan Kinsbergen, Truwant + Rodet + und Schnetzer Puskas Ingenieure[12][13]

## Auszeichnungen und Preise
- 2015: Gold – Best Architects 16 Award für Kultur- und Sportzentrum, Paris-Saint Blaise[14]
- 2016: Auszeichnung – Prix de l’Équerre d’argent für Kulturzentrum, Caen
- 2018: Nominierung – Schelling-Architekturpreis
- 2020: Swiss Architectural Award[15][16]
- 2022: Shortlisted – Mies van der Rohe Preis für Studentenwohnheim und reversibles Parkhaus, Saclay[17]